# Donji Bukovac Žakanjski
Donji Bukovac Žakanjski falu Horvátországban, a Károlyváros megyében. Közigazgatásilag  Žakanjéhoz tartozik.

## Fekvése
Károlyvárostól 23 km-re északnyugatra, községközpontjától 2 km-re északra a Kulpa bal partján a szlovén határ mellett fekszik.

## Története
A falu a török betörések elmúltával a biztonságosabb időkben települt a Kulpa völgyébe, a folyó felé lejtő domboldalon. 
1857-ben 85, 1910-ben 123 lakosa volt. A trianoni békeszerződésig Zágráb vármegye Károlyvárosi járásához tartozott. 2011-ben 115-en lakták.

## Lakosság
| Lakosság változása | Lakosság változása | Lakosság változása | Lakosság változása | Lakosság változása | Lakosság változása | Lakosság változása | Lakosság változása | Lakosság változása | Lakosság változása | Lakosság változása | Lakosság változása | Lakosság változása | Lakosság változása | Lakosság változása | Lakosság változása |
| ------------------ | ------------------ | ------------------ | ------------------ | ------------------ | ------------------ | ------------------ | ------------------ | ------------------ | ------------------ | ------------------ | ------------------ | ------------------ | ------------------ | ------------------ | ------------------ |
| 1857               | 1869               | 1880               | 1890               | 1900               | 1910               | 1921               | 1931               | 1948               | 1953               | 1961               | 1971               | 1981               | 1991               | 2001               | 2011               |
| 85                 | 102                | 109                | 120                | 134                | 123                | 104                | 104                | 131                | 117                | 98                 | 102                | 107                | 130                | 123                | 115                |

## Nevezetességei
Szűz Mária tiszteletére szentelt kápolnája az 1990-es években épült.